# لا كلاسيك موربيهان 2022
لا كلاسيك موربيهان 2022 (بالفرنسية: La Classique Morbihan 2022)‏ هو سباق دراجات هوائية، وهو الموسم السابع من لا كلاسيك موربيهان ‏، وأقيم في 13 مايو 2022 ضمن سباقات سباق الدراجات على الطريق للسيدات 2022، وشارك فيه 130 متسابقاً ووصل إلى نهايته 102 متسابقاً.
فاز بالمركز الأول Antri Christoforou ‏، وبالمركز الثاني Coralie Demay ‏، وبالمركز الثالث فيمكا ماركوس.

## الفرق
| فريق سيدات عالمي- FDJ–Suez ‏ فرق دراجات قارية سيدات (14)- Aromitalia–Basso Bikes–Vaiano ‏ - اركيا للسيدات 2022 ‏ - إن إكس تي جي ريسينغ 2022 ‏ - أيول أوشيه 2022 ‏ - BTC City Ljubljana ‏ - Cofidis Women Team ‏ - Ceratizit Pro Cycling ‏ - ساس ماكوجيب 2022 ‏ - فرتو-بي تي سي 2022 ‏ - باركهوتل فالكنبورغ 2022 ‏ - روكس سولت ليف سرام 2022 ‏ - استاد روشليه شارينت ماريتايم 2022 ‏ - St. Michel–Preference Home–Auber93 (women's team) ‏ - Torelli (cycling team) ‏ فريق وطني- فريق بولندا لركوب الدراجات للسيدات 2022‏ فريق دراجات هواة- دبليو سي سي تيم 2022 ‏ فرق دراجات هواة سيدات (7)- Breizh Ladies‏ - Bretagne Sud Cyclisme Formation‏ - Elles-Groupama-Pays de la Loire‏ - Isorex‏ - Macadam’s Cowboys & Girls‏ - Sprinter Nice Métropole‏ - VC Morteau Montbenoit‏ |  |
| |  |

## المشاركون
| FDJ–Suez ‏ FSF | FDJ–Suez ‏ FSF      | FDJ–Suez ‏ FSF |
| ------------- | ------------------ | ------------- |
| م             | عداء               | مرتبة         |
| 1             | غريس براون         | 4             |
| 2             | إميليا فهلين       | 34            |
| 3             | Maëlle Grossetête ‏ | 46            |
| 4             | Vittoria Guazzini ‏ | 28            |
| 5             | Marie Le Net ‏      | 9             |
| 6             | جادي فيل           | 12            |

| Aromitalia–Basso Bikes–Vaiano ‏ VAI | Aromitalia–Basso Bikes–Vaiano ‏ VAI | Aromitalia–Basso Bikes–Vaiano ‏ VAI |
| ---------------------------------- | ---------------------------------- | ---------------------------------- |
| م                                  | عداء                               | مرتبة                              |
| 11                                 | راسا ليليفيتو                      | 20                                 |
| 12                                 | Francesca Baroni ‏                  | 58                                 |
| 13                                 | Inga Češulienė ‏ (طريق)             | 72                                 |
| 14                                 | Milena Del Sarto‏                   | لم يكمل السباق                     |
| 15                                 | Valentina Scandolara ‏              | لم يكمل السباق                     |
| 16                                 | Lara Scarselli‏                     | 95                                 |

| باركهوتل فالكنبورغ ‏ PHV | باركهوتل فالكنبورغ ‏ PHV | باركهوتل فالكنبورغ ‏ PHV |
| ----------------------- | ----------------------- | ----------------------- |
| م                       | عداء                    | مرتبة                   |
| 21                      | فيمكا ماركوس            | 3                       |
| 22                      | Femke Gerritse ‏         | 14                      |
| 23                      | NED                     | 74                      |
| 24                      | كيرستي فان هافتن        | 75                      |

| اركيا للسيدات ‏ ARK | اركيا للسيدات ‏ ARK       | اركيا للسيدات ‏ ARK |
| ------------------ | ------------------------ | ------------------ |
| م                  | عداء                     | مرتبة              |
| 31                 | Greta Richioud ‏          | 22                 |
| 32                 | Typhaine Laurance ‏       | 35                 |
| 33                 | Amandine Fouquenet ‏      | 6                  |
| 34                 | Marie-Morgane Le Deunff ‏ | 19                 |
| 35                 | Anaïs Morichon ‏          | 21                 |

| إن إكس تي جي ريسينغ ‏ AGI | إن إكس تي جي ريسينغ ‏ AGI | إن إكس تي جي ريسينغ ‏ AGI |
| ------------------------ | ------------------------ | ------------------------ |
| م                        | عداء                     | مرتبة                    |
| 41                       | Ally Wollaston ‏          | 10                       |
| 42                       | Lone Meertens ‏           | 69                       |
| 43                       | Amber Aernouts‏           | 87                       |
| 44                       | Gaia Masetti ‏            | 66                       |
| 45                       | Cassia Boglio‏            | 89                       |
| 46                       | Eline Van Rooijen ‏       | 71                       |

| Torelli (cycling team) ‏ ___ | Torelli (cycling team) ‏ ___ | Torelli (cycling team) ‏ ___ |
| --------------------------- | --------------------------- | --------------------------- |
| م                           | عداء                        | مرتبة                       |
| 51                          | Caoimhe O'Brien‏             | 51                          |
| 52                          | Lee Boon‏                    | لم يكمل السباق              |
| 53                          | Orla Walsh ‏                 | 94                          |
| 54                          | Kim Cadzow ‏                 | 16                          |
| 55                          | هولي بريك                   | 100                         |
| 56                          | Nicole Coates‏               | 40                          |

| ساس ماكوجيب ‏ MTG | ساس ماكوجيب ‏ MTG   | ساس ماكوجيب ‏ MTG |
| ---------------- | ------------------ | ---------------- |
| م                | عداء               | مرتبة            |
| 61               | Célia Le Mouel ‏    | 31               |
| 62               | Laury Milette‏      | 32               |
| 63               | Josephine Peloquin‏ | لم يكمل السباق   |
| 64               | Cindy Pomares ‏     | 44               |
| 65               | Lucie Liboreau‏     | 26               |
| 66               | Balladyne Tritsch ‏ | 65               |

| Cofidis Women Team ‏ COF | Cofidis Women Team ‏ COF  | Cofidis Women Team ‏ COF |
| ----------------------- | ------------------------ | ----------------------- |
| م                       | عداء                     | مرتبة                   |
| 71                      | Martina Alzini ‏          | 15                      |
| 72                      | Alana Castrique ‏         | 38                      |
| 73                      | فالنتاين فورتين          | 77                      |
| 74                      | Cédrine Kerbaol ‏         | 68                      |
| 75                      | Victoire Berteau ‏        | 18                      |
| 76                      | Gabrielle Pilote Fortin ‏ | 76                      |

| Ceratizit Pro Cycling ‏ WNT | Ceratizit Pro Cycling ‏ WNT    | Ceratizit Pro Cycling ‏ WNT |
| -------------------------- | ----------------------------- | -------------------------- |
| م                          | عداء                          | مرتبة                      |
| 81                         | حنا نيلسون                    | 30                         |
| 82                         | Laura Asencio ‏                | 25                         |
| 83                         | ماريا جوليا كونفالونيري       | 13                         |
| 85                         | Kathrin Schweinberger ‏ (طريق) | 8                          |
| 86                         | Clea Seidel‏                   | 81                         |

| أيول أوشيه ‏ AWO | أيول أوشيه ‏ AWO          | أيول أوشيه ‏ AWO |
| --------------- | ------------------------ | --------------- |
| م               | عداء                     | مرتبة           |
| 91              | Emily Meakin‏             | 79              |
| 92              | Maddie Wadsworth‏         | لم يكمل السباق  |
| 93              | Phoebe Martin‏            | لم يكمل السباق  |
| 94              | Francesca Morgans-Slader‏ | 45              |
| 95              | Connie Hayes‏             | 85              |
| 96              | Georgia Bullard‏          | لم يكمل السباق  |

| روكس سولت ليف سرام ‏ RXS | روكس سولت ليف سرام ‏ RXS | روكس سولت ليف سرام ‏ RXS |
| ----------------------- | ----------------------- | ----------------------- |
| م                       | عداء                    | مرتبة                   |
| 101                     | Nicole Frain ‏ (طريق)    | 33                      |
| 102                     | Justine Barrow‏          | 24                      |
| 103                     | Matilda Field‏           | 98                      |
| 104                     | Courtney Sherwell‏       | 50                      |
| 105                     | Saffron Button‏          | لم يكمل السباق          |

| شارينت ماريتايم سيلينج للسيدات ‏ CMW | شارينت ماريتايم سيلينج للسيدات ‏ CMW | شارينت ماريتايم سيلينج للسيدات ‏ CMW |
| ----------------------------------- | ----------------------------------- | ----------------------------------- |
| م                                   | عداء                                | مرتبة                               |
| 111                                 | Anastasiya Kolesava ‏                | 67                                  |
| 112                                 | Maëva Squiban ‏                      | 17                                  |
| 113                                 | Marion Colard‏                       | 42                                  |
| 114                                 | Séverine Eraud ‏                     | 5                                   |

| BTC City Ljubljana ‏ BCL | BTC City Ljubljana ‏ BCL | BTC City Ljubljana ‏ BCL |
| ----------------------- | ----------------------- | ----------------------- |
| م                       | عداء                    | مرتبة                   |
| 121                     | Erika Jesenko‏           | 39                      |
| 122                     | Tjaša Sušnik ‏           | لم يكمل السباق          |
| 125                     | Nina Pugelj‏             | 64                      |
| 126                     | Urška Bravec ‏           | 27                      |

| St. Michel–Preference Home–Auber93 (women's team) ‏ AUB | St. Michel–Preference Home–Auber93 (women's team) ‏ AUB | St. Michel–Preference Home–Auber93 (women's team) ‏ AUB |
| ------------------------------------------------------ | ------------------------------------------------------ | ------------------------------------------------------ |
| م                                                      | عداء                                                   | مرتبة                                                  |
| 131                                                    | Sandrine Bideau ‏                                       | 29                                                     |
| 132                                                    | Simone Boilard ‏                                        | 62                                                     |
| 133                                                    | Laura Da Cruz‏                                          | 78                                                     |
| 134                                                    | Margot Pompanon ‏                                       | 73                                                     |
| 135                                                    | Coralie Demay ‏                                         | 2                                                      |
| 136                                                    | Océane Tessier‏                                         | لم يكمل السباق                                         |

| دبليو سي سي تيم ‏ WCC | دبليو سي سي تيم ‏ WCC | دبليو سي سي تيم ‏ WCC |
| -------------------- | -------------------- | -------------------- |
| م                    | عداء                 | مرتبة                |
| 141                  | Selam Amha ‏          | 84                   |
| 142                  | Veronika Jandová ‏    | لم يكمل السباق       |
| 143                  | Natalia Franco‏       | لم يكمل السباق       |
| 144                  | Elina Tasane ‏        | 61                   |
| 145                  | Madelaine Le Roux‏    | لم يكمل السباق       |
| 146                  | Luciana Roland‏       | 55                   |

| فرتو-بي تي سي ‏ FAR | فرتو-بي تي سي ‏ FAR         | فرتو-بي تي سي ‏ FAR |
| ------------------ | -------------------------- | ------------------ |
| م                  | عداء                       | مرتبة              |
| 151                | Antri Christoforou ‏ (طريق) | 1                  |
| 152                | أريادنا غوتيريز            | 59                 |
| 153                | Marta Romeu ‏               | 57                 |
| 154                | Marie-Soleil Blais ‏        | 60                 |
| 155                | Azulde Britz‏               | 90                 |

| فريق بولندا لركوب الدراجات للسيدات 2022‏ POL | فريق بولندا لركوب الدراجات للسيدات 2022‏ POL | فريق بولندا لركوب الدراجات للسيدات 2022‏ POL |
| ------------------------------------------- | ------------------------------------------- | ------------------------------------------- |
| م                                           | عداء                                        | مرتبة                                       |
| 161                                         | Karolina Karasiewicz ‏ (طريق)                | 43                                          |
| 162                                         | Karolina Kumięga ‏                           | 7                                           |
| 163                                         | Katarzyna Wilkos ‏                           | لم يكمل السباق                              |
| 164                                         | Patrycja Lorkowska ‏                         | 101                                         |
| 165                                         | Agnieszka Skalniak-Sójka ‏                   | 11                                          |
| 166                                         | Karolina Perekitko ‏                         | 96                                          |

| Breizh Ladies‏ ___ | Breizh Ladies‏ ___ | Breizh Ladies‏ ___ |
| ----------------- | ----------------- | ----------------- |
| م                 | عداء              | مرتبة             |
| 171               | Aline Béchu‏       | 49                |
| 172               | Marie Camenen‏     | لم يكمل السباق    |
| 173               | Cyndie Lacour‏     | 102               |
| 174               | Elisa Lemetayer‏   | لم يكمل السباق    |

| VC Morteau Montbenoit‏ ___ | VC Morteau Montbenoit‏ ___ | VC Morteau Montbenoit‏ ___ |
| ------------------------- | ------------------------- | ------------------------- |
| م                         | عداء                      | مرتبة                     |
| 181                       | Marie Gielen ‏             | 23                        |
| 182                       | Margot Grosjean‏           | لم يكمل السباق            |
| 183                       | Annika Liehner ‏           | 80                        |
| 184                       | Annika Baumer‏             | لم يكمل السباق            |
| 185                       | Emeline Courtot‏           | لم يكمل السباق            |
| 186                       | Cécile Lejeune ‏           | 93                        |

| Elles-Groupama-Pays de la Loire‏ ___ | Elles-Groupama-Pays de la Loire‏ ___ | Elles-Groupama-Pays de la Loire‏ ___ |
| ----------------------------------- | ----------------------------------- | ----------------------------------- |
| م                                   | عداء                                | مرتبة                               |
| 191                                 | Flavie Boulais ‏                     | 36                                  |
| 192                                 | Justine Gegu‏                        | 86                                  |
| 194                                 | Laurie Vezie‏                        | لم يكمل السباق                      |
| 195                                 | Sarah Pope‏                          | 70                                  |
| 196                                 | Sophie Almeida‏                      | 54                                  |

| Macadam’s Cowboys & Girls‏ ___ | Macadam’s Cowboys & Girls‏ ___ | Macadam’s Cowboys & Girls‏ ___ |
| ----------------------------- | ----------------------------- | ----------------------------- |
| م                             | عداء                          | مرتبة                         |
| 201                           | Eloïse Prevoteau‏              | لم يكمل السباق                |
| 202                           | فرناندا يابورا                | 47                            |
| 203                           | Chloé Charpentier‏             | 52                            |
| 204                           | Elissa Proulx‏                 | لم يكمل السباق                |
| 205                           | Mille Troelsen ‏               | لم يكمل السباق                |

| Sprinter Nice Métropole‏ ___ | Sprinter Nice Métropole‏ ___ | Sprinter Nice Métropole‏ ___ |
| --------------------------- | --------------------------- | --------------------------- |
| م                           | عداء                        | مرتبة                       |
| 211                         | Émilie Fortin ‏              | 41                          |
| 212                         | Malorie Beunard‏             | 83                          |
| 213                         | Marine Guerin‏               | 82                          |
| 214                         | Axelle Guirado‏              | 53                          |
| 215                         | Amélie Ratignier‏            | 91                          |
| 216                         | Louhanna Duplouy‏            | لم يكمل السباق              |

| Isorex NoAqua Ladies Cycling‏ ___ | Isorex NoAqua Ladies Cycling‏ ___ | Isorex NoAqua Ladies Cycling‏ ___ |
| -------------------------------- | -------------------------------- | -------------------------------- |
| م                                | عداء                             | مرتبة                            |
| 221                              | Marieke de Groot ‏                | 48                               |
| 222                              | Abbie Manley‏                     | 56                               |
| 223                              | Hanna Theys‏                      | لم يكمل السباق                   |
| 224                              | Devon Kuijstermans‏               | 99                               |
| 225                              | Emily Knight‏                     | لم يكمل السباق                   |
| 226                              | Demi van Dijke‏                   | 37                               |

| Lanester Women Bretagne Sud‏ ___ | Lanester Women Bretagne Sud‏ ___ | Lanester Women Bretagne Sud‏ ___ |
| ------------------------------- | ------------------------------- | ------------------------------- |
| م                               | عداء                            | مرتبة                           |
| 231                             | Loreleï Vachey‏                  | 63                              |
| 232                             | Léa Pitard‏                      | 97                              |
| 233                             | Emilie Jamme‏                    | 92                              |
| 234                             | Laurie Guilet‏                   | لم يكمل السباق                  |
| 235                             | Enora Oger‏                      | 88                              |
| 236                             | Servann Prot‏                    | لم يكمل السباق                  |

| FDJ–Suez ‏ FSF | FDJ–Suez ‏ FSF      | FDJ–Suez ‏ FSF |
| ------------- | ------------------ | ------------- |
| م             | عداء               | مرتبة         |
| 1             | غريس براون         | 4             |
| 2             | إميليا فهلين       | 34            |
| 3             | Maëlle Grossetête ‏ | 46            |
| 4             | Vittoria Guazzini ‏ | 28            |
| 5             | Marie Le Net ‏      | 9             |
| 6             | جادي فيل           | 12            |

| Aromitalia–Basso Bikes–Vaiano ‏ VAI | Aromitalia–Basso Bikes–Vaiano ‏ VAI | Aromitalia–Basso Bikes–Vaiano ‏ VAI |
| ---------------------------------- | ---------------------------------- | ---------------------------------- |
| م                                  | عداء                               | مرتبة                              |
| 11                                 | راسا ليليفيتو                      | 20                                 |
| 12                                 | Francesca Baroni ‏                  | 58                                 |
| 13                                 | Inga Češulienė ‏ (طريق)             | 72                                 |
| 14                                 | Milena Del Sarto‏                   | لم يكمل السباق                     |
| 15                                 | Valentina Scandolara ‏              | لم يكمل السباق                     |
| 16                                 | Lara Scarselli‏                     | 95                                 |

| باركهوتل فالكنبورغ ‏ PHV | باركهوتل فالكنبورغ ‏ PHV | باركهوتل فالكنبورغ ‏ PHV |
| ----------------------- | ----------------------- | ----------------------- |
| م                       | عداء                    | مرتبة                   |
| 21                      | فيمكا ماركوس            | 3                       |
| 22                      | Femke Gerritse ‏         | 14                      |
| 23                      | NED                     | 74                      |
| 24                      | كيرستي فان هافتن        | 75                      |

| اركيا للسيدات ‏ ARK | اركيا للسيدات ‏ ARK       | اركيا للسيدات ‏ ARK |
| ------------------ | ------------------------ | ------------------ |
| م                  | عداء                     | مرتبة              |
| 31                 | Greta Richioud ‏          | 22                 |
| 32                 | Typhaine Laurance ‏       | 35                 |
| 33                 | Amandine Fouquenet ‏      | 6                  |
| 34                 | Marie-Morgane Le Deunff ‏ | 19                 |
| 35                 | Anaïs Morichon ‏          | 21                 |

| إن إكس تي جي ريسينغ ‏ AGI | إن إكس تي جي ريسينغ ‏ AGI | إن إكس تي جي ريسينغ ‏ AGI |
| ------------------------ | ------------------------ | ------------------------ |
| م                        | عداء                     | مرتبة                    |
| 41                       | Ally Wollaston ‏          | 10                       |
| 42                       | Lone Meertens ‏           | 69                       |
| 43                       | Amber Aernouts‏           | 87                       |
| 44                       | Gaia Masetti ‏            | 66                       |
| 45                       | Cassia Boglio‏            | 89                       |
| 46                       | Eline Van Rooijen ‏       | 71                       |

| Torelli (cycling team) ‏ ___ | Torelli (cycling team) ‏ ___ | Torelli (cycling team) ‏ ___ |
| --------------------------- | --------------------------- | --------------------------- |
| م                           | عداء                        | مرتبة                       |
| 51                          | Caoimhe O'Brien‏             | 51                          |
| 52                          | Lee Boon‏                    | لم يكمل السباق              |
| 53                          | Orla Walsh ‏                 | 94                          |
| 54                          | Kim Cadzow ‏                 | 16                          |
| 55                          | هولي بريك                   | 100                         |
| 56                          | Nicole Coates‏               | 40                          |

| ساس ماكوجيب ‏ MTG | ساس ماكوجيب ‏ MTG   | ساس ماكوجيب ‏ MTG |
| ---------------- | ------------------ | ---------------- |
| م                | عداء               | مرتبة            |
| 61               | Célia Le Mouel ‏    | 31               |
| 62               | Laury Milette‏      | 32               |
| 63               | Josephine Peloquin‏ | لم يكمل السباق   |
| 64               | Cindy Pomares ‏     | 44               |
| 65               | Lucie Liboreau‏     | 26               |
| 66               | Balladyne Tritsch ‏ | 65               |

| Cofidis Women Team ‏ COF | Cofidis Women Team ‏ COF  | Cofidis Women Team ‏ COF |
| ----------------------- | ------------------------ | ----------------------- |
| م                       | عداء                     | مرتبة                   |
| 71                      | Martina Alzini ‏          | 15                      |
| 72                      | Alana Castrique ‏         | 38                      |
| 73                      | فالنتاين فورتين          | 77                      |
| 74                      | Cédrine Kerbaol ‏         | 68                      |
| 75                      | Victoire Berteau ‏        | 18                      |
| 76                      | Gabrielle Pilote Fortin ‏ | 76                      |

| Ceratizit Pro Cycling ‏ WNT | Ceratizit Pro Cycling ‏ WNT    | Ceratizit Pro Cycling ‏ WNT |
| -------------------------- | ----------------------------- | -------------------------- |
| م                          | عداء                          | مرتبة                      |
| 81                         | حنا نيلسون                    | 30                         |
| 82                         | Laura Asencio ‏                | 25                         |
| 83                         | ماريا جوليا كونفالونيري       | 13                         |
| 85                         | Kathrin Schweinberger ‏ (طريق) | 8                          |
| 86                         | Clea Seidel‏                   | 81                         |

| أيول أوشيه ‏ AWO | أيول أوشيه ‏ AWO          | أيول أوشيه ‏ AWO |
| --------------- | ------------------------ | --------------- |
| م               | عداء                     | مرتبة           |
| 91              | Emily Meakin‏             | 79              |
| 92              | Maddie Wadsworth‏         | لم يكمل السباق  |
| 93              | Phoebe Martin‏            | لم يكمل السباق  |
| 94              | Francesca Morgans-Slader‏ | 45              |
| 95              | Connie Hayes‏             | 85              |
| 96              | Georgia Bullard‏          | لم يكمل السباق  |

| روكس سولت ليف سرام ‏ RXS | روكس سولت ليف سرام ‏ RXS | روكس سولت ليف سرام ‏ RXS |
| ----------------------- | ----------------------- | ----------------------- |
| م                       | عداء                    | مرتبة                   |
| 101                     | Nicole Frain ‏ (طريق)    | 33                      |
| 102                     | Justine Barrow‏          | 24                      |
| 103                     | Matilda Field‏           | 98                      |
| 104                     | Courtney Sherwell‏       | 50                      |
| 105                     | Saffron Button‏          | لم يكمل السباق          |

| شارينت ماريتايم سيلينج للسيدات ‏ CMW | شارينت ماريتايم سيلينج للسيدات ‏ CMW | شارينت ماريتايم سيلينج للسيدات ‏ CMW |
| ----------------------------------- | ----------------------------------- | ----------------------------------- |
| م                                   | عداء                                | مرتبة                               |
| 111                                 | Anastasiya Kolesava ‏                | 67                                  |
| 112                                 | Maëva Squiban ‏                      | 17                                  |
| 113                                 | Marion Colard‏                       | 42                                  |
| 114                                 | Séverine Eraud ‏                     | 5                                   |

| BTC City Ljubljana ‏ BCL | BTC City Ljubljana ‏ BCL | BTC City Ljubljana ‏ BCL |
| ----------------------- | ----------------------- | ----------------------- |
| م                       | عداء                    | مرتبة                   |
| 121                     | Erika Jesenko‏           | 39                      |
| 122                     | Tjaša Sušnik ‏           | لم يكمل السباق          |
| 125                     | Nina Pugelj‏             | 64                      |
| 126                     | Urška Bravec ‏           | 27                      |

| St. Michel–Preference Home–Auber93 (women's team) ‏ AUB | St. Michel–Preference Home–Auber93 (women's team) ‏ AUB | St. Michel–Preference Home–Auber93 (women's team) ‏ AUB |
| ------------------------------------------------------ | ------------------------------------------------------ | ------------------------------------------------------ |
| م                                                      | عداء                                                   | مرتبة                                                  |
| 131                                                    | Sandrine Bideau ‏                                       | 29                                                     |
| 132                                                    | Simone Boilard ‏                                        | 62                                                     |
| 133                                                    | Laura Da Cruz‏                                          | 78                                                     |
| 134                                                    | Margot Pompanon ‏                                       | 73                                                     |
| 135                                                    | Coralie Demay ‏                                         | 2                                                      |
| 136                                                    | Océane Tessier‏                                         | لم يكمل السباق                                         |

| دبليو سي سي تيم ‏ WCC | دبليو سي سي تيم ‏ WCC | دبليو سي سي تيم ‏ WCC |
| -------------------- | -------------------- | -------------------- |
| م                    | عداء                 | مرتبة                |
| 141                  | Selam Amha ‏          | 84                   |
| 142                  | Veronika Jandová ‏    | لم يكمل السباق       |
| 143                  | Natalia Franco‏       | لم يكمل السباق       |
| 144                  | Elina Tasane ‏        | 61                   |
| 145                  | Madelaine Le Roux‏    | لم يكمل السباق       |
| 146                  | Luciana Roland‏       | 55                   |

| فرتو-بي تي سي ‏ FAR | فرتو-بي تي سي ‏ FAR         | فرتو-بي تي سي ‏ FAR |
| ------------------ | -------------------------- | ------------------ |
| م                  | عداء                       | مرتبة              |
| 151                | Antri Christoforou ‏ (طريق) | 1                  |
| 152                | أريادنا غوتيريز            | 59                 |
| 153                | Marta Romeu ‏               | 57                 |
| 154                | Marie-Soleil Blais ‏        | 60                 |
| 155                | Azulde Britz‏               | 90                 |

| فريق بولندا لركوب الدراجات للسيدات 2022‏ POL | فريق بولندا لركوب الدراجات للسيدات 2022‏ POL | فريق بولندا لركوب الدراجات للسيدات 2022‏ POL |
| ------------------------------------------- | ------------------------------------------- | ------------------------------------------- |
| م                                           | عداء                                        | مرتبة                                       |
| 161                                         | Karolina Karasiewicz ‏ (طريق)                | 43                                          |
| 162                                         | Karolina Kumięga ‏                           | 7                                           |
| 163                                         | Katarzyna Wilkos ‏                           | لم يكمل السباق                              |
| 164                                         | Patrycja Lorkowska ‏                         | 101                                         |
| 165                                         | Agnieszka Skalniak-Sójka ‏                   | 11                                          |
| 166                                         | Karolina Perekitko ‏                         | 96                                          |

| Breizh Ladies‏ ___ | Breizh Ladies‏ ___ | Breizh Ladies‏ ___ |
| ----------------- | ----------------- | ----------------- |
| م                 | عداء              | مرتبة             |
| 171               | Aline Béchu‏       | 49                |
| 172               | Marie Camenen‏     | لم يكمل السباق    |
| 173               | Cyndie Lacour‏     | 102               |
| 174               | Elisa Lemetayer‏   | لم يكمل السباق    |

| VC Morteau Montbenoit‏ ___ | VC Morteau Montbenoit‏ ___ | VC Morteau Montbenoit‏ ___ |
| ------------------------- | ------------------------- | ------------------------- |
| م                         | عداء                      | مرتبة                     |
| 181                       | Marie Gielen ‏             | 23                        |
| 182                       | Margot Grosjean‏           | لم يكمل السباق            |
| 183                       | Annika Liehner ‏           | 80                        |
| 184                       | Annika Baumer‏             | لم يكمل السباق            |
| 185                       | Emeline Courtot‏           | لم يكمل السباق            |
| 186                       | Cécile Lejeune ‏           | 93                        |

| Elles-Groupama-Pays de la Loire‏ ___ | Elles-Groupama-Pays de la Loire‏ ___ | Elles-Groupama-Pays de la Loire‏ ___ |
| ----------------------------------- | ----------------------------------- | ----------------------------------- |
| م                                   | عداء                                | مرتبة                               |
| 191                                 | Flavie Boulais ‏                     | 36                                  |
| 192                                 | Justine Gegu‏                        | 86                                  |
| 194                                 | Laurie Vezie‏                        | لم يكمل السباق                      |
| 195                                 | Sarah Pope‏                          | 70                                  |
| 196                                 | Sophie Almeida‏                      | 54                                  |

| Macadam’s Cowboys & Girls‏ ___ | Macadam’s Cowboys & Girls‏ ___ | Macadam’s Cowboys & Girls‏ ___ |
| ----------------------------- | ----------------------------- | ----------------------------- |
| م                             | عداء                          | مرتبة                         |
| 201                           | Eloïse Prevoteau‏              | لم يكمل السباق                |
| 202                           | فرناندا يابورا                | 47                            |
| 203                           | Chloé Charpentier‏             | 52                            |
| 204                           | Elissa Proulx‏                 | لم يكمل السباق                |
| 205                           | Mille Troelsen ‏               | لم يكمل السباق                |

| Sprinter Nice Métropole‏ ___ | Sprinter Nice Métropole‏ ___ | Sprinter Nice Métropole‏ ___ |
| --------------------------- | --------------------------- | --------------------------- |
| م                           | عداء                        | مرتبة                       |
| 211                         | Émilie Fortin ‏              | 41                          |
| 212                         | Malorie Beunard‏             | 83                          |
| 213                         | Marine Guerin‏               | 82                          |
| 214                         | Axelle Guirado‏              | 53                          |
| 215                         | Amélie Ratignier‏            | 91                          |
| 216                         | Louhanna Duplouy‏            | لم يكمل السباق              |

| Isorex NoAqua Ladies Cycling‏ ___ | Isorex NoAqua Ladies Cycling‏ ___ | Isorex NoAqua Ladies Cycling‏ ___ |
| -------------------------------- | -------------------------------- | -------------------------------- |
| م                                | عداء                             | مرتبة                            |
| 221                              | Marieke de Groot ‏                | 48                               |
| 222                              | Abbie Manley‏                     | 56                               |
| 223                              | Hanna Theys‏                      | لم يكمل السباق                   |
| 224                              | Devon Kuijstermans‏               | 99                               |
| 225                              | Emily Knight‏                     | لم يكمل السباق                   |
| 226                              | Demi van Dijke‏                   | 37                               |

| Lanester Women Bretagne Sud‏ ___ | Lanester Women Bretagne Sud‏ ___ | Lanester Women Bretagne Sud‏ ___ |
| ------------------------------- | ------------------------------- | ------------------------------- |
| م                               | عداء                            | مرتبة                           |
| 231                             | Loreleï Vachey‏                  | 63                              |
| 232                             | Léa Pitard‏                      | 97                              |
| 233                             | Emilie Jamme‏                    | 92                              |
| 234                             | Laurie Guilet‏                   | لم يكمل السباق                  |
| 235                             | Enora Oger‏                      | 88                              |
| 236                             | Servann Prot‏                    | لم يكمل السباق                  |

## التصنيف العام النهائي
| التصنيف العام | التصنيف العام          | التصنيف العام | التصنيف العام                                      | التصنيف العام |  |
| العداء        | العداء                 | البلد         | الفريق                                             | الوقت         |  |
| ------------- | ---------------------- | ------------- | -------------------------------------------------- | ------------- |  |
| 1             | Antri Christoforou ‏    | قبرص          | فرتو-بي تي سي ‏                                     | 3 س 04 د 35 ث |  |
| 2             | Coralie Demay ‏         | فرنسا         | St. Michel–Preference Home–Auber93 (women's team) ‏ | + 3 ث         |  |
| 3             | فيمكا ماركوس           | هولندا        | باركهوتل فالكنبورغ ‏                                | + 4 ث         |  |
| 4             | غريس براون             | أستراليا      | FDJ–Suez ‏                                          | + 20 ث        |  |
| 5             | Séverine Eraud ‏        | فرنسا         | شارينت ماريتايم سيلينج للسيدات ‏                    | + 20 ث        |  |
| 6             | Amandine Fouquenet ‏    | فرنسا         | اركيا للسيدات ‏                                     | + 22 ث        |  |
| 7             | Karolina Kumięga ‏      | بولندا        | فالكار سيلانس ‏                                     | + 26 ث        |  |
| 8             | Kathrin Schweinberger ‏ | النمسا        | Ceratizit Pro Cycling ‏                             | + 43 ث        |  |
| 9             | Marie Le Net ‏          | فرنسا         | FDJ–Suez ‏                                          | + 1 د 20 ث    |  |
| 10            | Ally Wollaston ‏        | نيوزيلندا     | إن إكس تي جي ريسينغ ‏                               | + 2 د 22 ث    |  |